# Алантас, Витаутас
Витаутас Алантас (лит. Vytautas Alantas; настоящее имя Витаутас Якшявичюс; 18 июня 1902, Сидабравас Поневежского уезда — 24 июня 1990, Детройт) — литовский писатель и журналист, брат актёра, режиссёра, театрального педагога Альгирдаса Якшявичюса.

## Биография
Родился в местечке Сидабравас Поневежского уезда. В 1923 году окончил гимназию в Шяуляй. В 1923—1924 годах учился на гуманитарном факультете Литовского университета в Каунасе.
В 1929 году окончил Университет Монпелье во Франции. В 1930—1934 годах работал редактором литовского телеграфного агентства новостей ELTA. В 1934—1939 годах был главным редактором газеты „Lietuvos aidas“. В 1940 году был избран председателем Союза журналистов Литвы. В 1941—1944 годах был директором Вильнюсского театра. Был одним из наиболее выдающихся идеологов культурной политики таутининков.
В 1944 году с приближением Красной Армии к Литве выехал в Германию. С 1949 года жил в Соединённых Штатах Америки. В 1967—1971 годах был председателем Общества литовских журналистов. Умер в 1990 году в Детройте; останки перезахоронены в 1992 году в Каунасе.

## Творчество
Издал сборники рассказов „Artisto širdis“ («Сердце артиста», 1930), „Tarp penkių ir septynių“ («Между пятью и семью», 1934), книгу публицистики „Žygiuojanti tauta“ («Нация на марше», 1939). Автор нескольких пьес.
В эмиграции написал романы „Pragaro pošvaistės“ (1951), „Tarp dviejų gyvenimų“ (1960), „Amžinasis lietuvis“ (2 тома, 1972), „Šventaragis“ (2 тома, 1972—1974), „Liepkalnio sodyba“ (1977), „Aušra Paliūnuose“ (1986), новеллы (сборники „Ant siūbuojančios žemės“, 1946; „Svetimos pagairės“, 1954; „Nemunas teka per Atlantą“, 1970; „Atspindžiai ūkanose“, 1976; „Gelmių balsai“, 1984), очерк о совершившем самосожжение Ромасе Каланте „Romas Kalanta“ (1976), а также драмы и стихотворения. Статьи о литовской литературе, политике, культуре вошли в книгу публицистики „Tauta istorijos vingiais“ (1990; 2-е издание 1992).
Тематика романов Витаутаса Алантаса разнообразны: в них изображается литовская старина, идеализируется древняя культура балтов, негативно оценивается влияние христианства на литовский народ, показана жизнь независимой Литвы, сопротивление литовских партизан советской оккупации, бытовая повседневность литовской эмиграции. Его стилю свойственно сочетание реализма и романтизма, публицистичность, схематизм. В новеллах преобладает мелодраматичность и коллизии романтической любви.